# Гуайра
 Тази статия е за града във Венецуела.  За селището в Бразилия вижте Гуайра (Бразилия).  За пустинята вижте Гуайра (пустиня).
Гуа̀йра (на испански: La Guaira, [la ˈɣwajɾa], звук) е град в северна Венецуела, столица на щата Варгас. Населението му е около 204 000 души (2018).
Разположен е на 4 метра надморска височина в подножието на Кордилера де ла Коста, на брега на Карибско море и на 13 километра северно от столицата Каракас. Селището е основано през 1589 година като пристанище на Каракас.

## Известни личности
Родени в Гуайра
- Хуан Гуайдо (р. 1983), политик